# イオンタウン水戸南
イオンタウン水戸南（イオンタウンみとみなみ）は、茨城県東茨城郡茨城町長岡に立地するイオンタウン株式会社運営のショッピングセンター。

## 概要
前田製管水戸工場および日本アクセス水戸支店跡地に建設され、2007年（平成19年）4月27日に開業した。開業時点ではロック開発が運営する「ロックシティ水戸南」であったが、同社は2011年（平成23年）9月1日に「イオンタウン株式会社」に名称変更され、ショッピングセンター名も「イオンタウン水戸南」に変更された。

## テナント
モール東館・モール西館・モール南館・モール北館と別棟で構成されている。

## 交通アクセス

### 自動車
- 北関東自動車道 茨城町東ICより国道6号を南へ約1km。

### 公共交通機関
- 水戸駅よりバスで30分 - 40分。[独自研究?]